# Leucorrhinia
Leucorrhinia – rodzaj ważek z rodziny ważkowatych (Libellulidae).

## Systematyka
Do rodzaju należą następujące gatunki:
- Leucorrhinia albifrons (Burmeister, 1839) – zalotka białoczelna
- Leucorrhinia borealis  Hagen, 1890
- Leucorrhinia caudalis (Charpentier, 1840) – zalotka spłaszczona
- Leucorrhinia dubia (Van der Linden, 1825) – zalotka torfowcowa
- Leucorrhinia frigida  Hagen, 1890
- Leucorrhinia glacialis Hagen, 1890
- Leucorrhinia hudsonica (Selys, 1850)
- Leucorrhinia intacta (Hagen, 1861)
- Leucorrhinia intermedia Bartenev, 1912
- Leucorrhinia orientalis Selys, 1887
- Leucorrhinia patricia Walker, 1940
- Leucorrhinia pectoralis (Charpentier, 1825) – zalotka większa
- Leucorrhinia proxima Calvert, 1890
- Leucorrhinia rubicunda (Linnaeus, 1758) – zalotka czerwonawa